# Branche 251
La « branche 251 », ou « branche al-Khatib », est un centre de détention et de torture de la Direction générale de la Sécurité des services de renseignement syriens, située dans le quartier Al-Khatib, au centre de Damas. 
La prison, comme d'autres prisons du régime de Bachar el-Assad, est connue pour ses témoignages d'anciens détenus, rescapés, qui évoquent leurs conditions de détention atroces, un recours à la torture systématique et généralisé, les viols et violences sexuelles faisant partie des actes de torture, ainsi qu'un nombre important de décès survenus en détention, dont certains ont été identifiés sur les clichés du photographe légiste César. Pendant la guerre civile syrienne, la prison enferme notamment des manifestants, prisonniers politiques et militants des droits humains.
Ce service est également connu pour être le lieu où ont exercé deux anciens agents de renseignement, dont un officier de haut rang, Anwar Raslan, arrêtés en Allemagne en 2019, accusés de crimes contre l'humanité commis sur des détenus de la branche 251, et jugés dans le cadre du procès de Coblence, qui commence en 2020. En février 2021, l'ancien sergent y ayant travaillé, Eyad al-Gharib, est reconnu coupable de complicité de crime contre l'Humanité. En janvier 2022, Anwar Raslan est reconnu coupable de crimes contre l'humanité, dont le meurtre de 27 détenus, il est condamné à la réclusion à perpétuité.

## Organisation
Le centre de détention dépend de la Sécurité d’État, appartenant à la Direction générale de la Sécurité des services de renseignement syriens, dépendant du Ministère de l'Intérieur (Syrie) (en). Il est situé dans trois immeubles de Damas, rue de Baghdad, près du Croissant-Rouge arabe syrien, dans le quartier al-Khatib, à Damas, ce qui lui vaut ce surnom de « Branche al-Khatib ». Son nom officiel est « Branche interne », son numéro, 251. La branche est théoriquement chargée de la surveillance de la population civile. Dès 2011, elle est également chargée de la répression des manifestations,.  
En 2011, la branche 251 est dirigée par le major général Tawfiq Younes (en). Comme les autres branches de la Sécurité d’État de Damas, elle est supervisée  jusqu’en 2012 par Hafez Makhlouf, responsable régional et membre du cercle intime de Bachar el-Assad. 
Ce sont principalement des hommes qui sont détenus, mais également des femmes, et de jeunes adolescents. La « salle d'interrogatoire », où a lieu la torture, se situe au deuxième étage, les cellules en sous-sol.

## Conditions de détention
À l'image des autres prisons du régime, la branche 251 est connue pour ses conditions de détention indignes : humiliations, privations de soin, de nourriture et de sommeil, pratique généralisée de la torture, sévices sexuels. Les détenus n'ont aucun droit, ils sont en général victime de disparition forcée ou arrestation arbitraire, n'ont pas accès à la justice ni aux visites de proches et ne connaissent pas la durée de leur détention,.
Les principales méthodes de torture employées sont : électrocutions, coups, coups avec des objets (bâtons, câbles), maintenir les détenus dans des positions douloureuses, falaqa, ainsi que l'utilisation de menaces et pressions psychologiques. Viols et sévices sexuels sur les détenus ont également été rapportés. Le réalisateur Firas Feyyad témoigne au procès de Coblence et affirme avoir été violé avec un bâton lors d'un interrogatoire.
Les décès de détenu, notamment dus à la torture, y sont très nombreux. Un ancien fossoyeur estime leur nombre à 10 000 le nombre de cadavres par an provenant de la branche 251 à partir de 2011, davantage après 2013,.
Parmi les cliché exfiltrés par l'ancien photographe légiste militaire César, figurent 6 627 détenus décédés dans 24 centres de détention de la région de Damas. La grande majorité des cadavres de prisonniers provient des branches 215 et 227 des services de renseignement, mais au moins 99 d'entre eux proviennent de la branche 251. Tous sont morts entre 2011 et 2013 et ont été photographiés et archivés par le service légiste du régime dont César fait partie.

### Témoignages d'anciens détenus
« J'ai été appelé deux fois pour un interrogatoire. La salle d'interrogatoire était au deuxième étage. Tout le monde nous battait sur le trajet. Nous avions toujours les yeux bandés. Pendant l'interrogatoire, j'étais à genoux. Ils me donnaient des coups de poing et de pied partout. C'était plus une accusation qu'un interrogatoire. Sur le chemin du retour, ils m'ont fait rouler dans les escaliers. Si cela ne leur plaisait pas, ils recommençaient. »

— Bassam, 30 ans, arrêté juste avant une manifestation à Damas en juillet 2011

« Lorsque nous sommes arrivées à la branche d'Al-Khatib, nous avons vu des hommes les yeux bandés, torturés. J'ai vu du sang sur le sol. Ils nous ont mis dans une pièce puis une femme est venue nous fouiller après nous avoir ordonné de nous déshabiller. Nous étions trois filles dans la cellule. La première nuit, il n'y a pas eu d'interrogatoire. »

— Selma, femme de 22 ans, arrêtée avec son amie à Damas

« Jour et nuit, nous entendions les bruits d'hommes torturés. Une personne qui a aidé à organiser des manifestations était forcée de rester à genoux tout le temps dans la cellule. Au cours de l'enquête, ils m'ont menacée de me déshabiller et de me torturer avec le dulab. Nous ne savions pas quelle heure il était, nous ne savions pas quand était la prière. Nous ne pouvions pas dormir à cause des bruits de la torture. La fille avec nous dans la cellule m'a dit qu'ils l'avaient giflée plusieurs fois et lui avaient donné des coups de pied dans le ventre.
J'ai vu les forces de sécurité gifler un garçon de 12 ans dans le couloir. Ils l'ont également amené à dire qu'il nous avait vues à la manifestation. Mais le garçon a juré qu'il ne nous avait jamais vues auparavant. »

— Marwa, femme de 25 ans arrêtée avec son amie près d'une manifestation à Damas en janvier 2012

## Justice
Début 2019, deux anciens employés de la branche, le sergent Eyad al-Gharib et le colonel Anwar Raslan, sont arrêtés en Allemagne. Ils sont jugés pour des exactions commises au sein de la branche 251 entre 2011 et 2012.
En janvier 2021, Eyad al-Gharib est reconnu coupable de « complicité de crime contre l'humanité » pour avoir transporté des manifestants à la branche,. 
La condamnation d'al-Gharib reconnaît officiellement que des crimes contre l'humanité sont commis au sein de la branche al-Khatib. Les juges déclarent « dans la prison de la branche 251 des renseignements généraux syriens, des violences physiques et psychologiques brutales ont été utilisées pour forcer des aveux, pour obtenir des informations sur le mouvement d’opposition et pour empêcher les prisonniers de participer à de nouvelles manifestations contre le gouvernement ».
Le 13 janvier 2022, Anwar Raslan, dont le procès s'est poursuivi après la condamnation d'Al-Gharib, est reconnu coupable de crimes contre l'humanité par la Haute cour de Coblence, ainsi que du meurtre de 27 détenus de la branche, entre 2011 et 2012. Il est condamné à la réclusion à perpétuité et devra dédommager les victimes,.

## Anciens détenus notables
- Anwar al-Bunni, avocat et défenseur des droits humains

- Firas Feyyad, réalisateur[5]
- Hussein Ghrer, journaliste[14]
- Amer Matar
- Yahia Hakoum, chercheur

## Voir également
- Procès de Coblence
- Anwar Raslan
- Eyad al-Gharib
- Lieux de détention en Syrie
- César (photographe syrien)

### Services de renseignement
- Services de renseignement syriens
- Direction générale de la Sécurité

### Principales prisons syriennes de la région de Damas
- Prison d'Adra
- Prison de Mezzeh
- Aéroport militaire de Mezzeh
- Prison de Saidnaya
- Branche 215
- Branche Palestine